# Passione selvaggia
Passione selvaggia (The Macomber Affair) è un film del 1947 diretto da Zoltán Korda e tratto dal racconto di Ernest Hemingway La breve vita felice di Francis Macomber (The Short Happy Life of Francis Macomber).
Il Codice Hays si abbatté anche su questo film, infatti nel racconto la morte del marito resta impunita, mentre nella pellicola la moglie viene consegnata alla giustizia.

## Trama
Il matrimonio dei Macomber va avanti da circa un decennio, lei è bella e lui è ricco e pavido. Mentre sono in Africa per un safari la donna allaccia una relazione con la loro guida e non perde occasione di dileggiare il marito codardo. Un giorno però questi inaspettatamente uccide un bufalo ed il suo comportamento cambia. Poco dopo la moglie lo uccide durante un'azione di caccia, sentendosi forse spaventata dal mutamento delle regole del suo matrimonio. Al ritorno la guida la consegnerà alla polizia.